# Mannen op de Rand van een Zenuwinzinking
Mannen op de Rand van een Zenuwinzinking was een Vlaams televisieprogramma dat door Bart De Pauw en Tom Lenaerts werd gepresenteerd in het voorjaar van 2001. Het was een soort komisch praatprogramma waarin De Pauw en Lenaerts over de verschillen tussen mannen en vrouwen praatten.

## Concept
De titel Mannen op de Rand van een Zenuwinzinking was afgeleid van het feit dat volgens De Pauw en Lenaerts mannen "tegenwoordig niet meer weten hoe ze vrouwen moeten behagen". Het programma probeerde hierop op komische wijze de verschillen tussen mannen en vrouwen te onderzoeken. Elke week werd er een mannelijke Bekende Vlaming uitgenodigd met wie Lenaerts en De Pauw dan praatten over dit thema. De tien mannen die te gast waren in het programma waren op voorhand gekozen en moesten allen een vragenlijst rond de verschillen tussen mannen en vrouwen invullen. Naargelang hun score werden ze in een bepaalde volgorde in het programma uitgenodigd. Soms was er ook een bekende Vlaamse vrouw te gast.
Tussendoor lieten de presentatoren stellingen zien, voorafgegaan door een illustrerend filmpje, waarover ze met hun gast(en) debatteerden, bv.: "Mannen kunnen niet luisteren", "Vrouwen kunnen geen leiding nemen". De rest van het programma werd opgevuld met sketches, waarvoor De Pauw en Lenaerts zelfs midden in hun programma een reclameonderbreking inlastten (absurd, gezien de openbare omroep geen reclameonderbrekingen vertoont).
Het programma was een productie van Woestijnvis en liep op zondagavond in het voorjaar van 2001 op TV1 (tegenwoordig Eén). De regie werd verzorgd door Michel Vanhove en Erik Van Looy. De productie was in handen van Liesbeth Wyns.

## Gasten
- Bob Peeters
- Veerle Dobbelaere
- Roger De Vlaeminck
- Herman Brusselmans
- Jan Leyers

- Robbe De Hert
- Jean-Marie Dedecker
- Mark Eyskens
- Marc Reynebeau
- Steve Stevaert

- Jo Vally
- Margriet Hermans
- An Nelissen
- Freya Van den Bossche

## Legendarische momenten
Een aantal momenten van het programma werden legendarisch en worden nog geregeld herhaald. Veel kijkers verwarren deze fragmenten weleens met Schalkse Ruiters.
- Bart en Tom vermomden zich in Pulle eens als twee oliesjeiks in limousine en maakten een argeloze voorbijganger wijs dat ze voor 5.000 dollar zijn fiets wilden kopen. Nadat ze hem het ding hadden afgenomen zeiden ze hem dat ze de "factuur maar naar de Kerkstraat 12 in Qatar moesten sturen". Bart en Tom kregen er de slappe lach van en wisselden daarom elkaar af om de man te woord te staan. Een week later hielden ze dezelfde man opnieuw voor de gek in een andere vermomming.
- Een term die ook uit dit programma afkomstig is, is het woord Poeperkesdag. Bart De Pauw stelde deze dag voor zodat mensen minstens één keer in het jaar eens goed van bil zouden kunnen gaan en daarmee hun frustraties wegnemen. ("Poepen" betekent in het Vlaams seks hebben en niet "zich ontlasten" zoals in Nederland.) Ze gingen deze dag zelfs in het Europees Parlement voorstellen. Op 1 november 2007 ging de term een eigen leven leiden toen de organisatie Wel Jong Niet Hetero 1 november uitriep tot Poeperkesdag. Hun opzet was echter anders: ze wilden met deze dag jongeren aanmoedigen te praten over seks en relaties.
- Toen Robbe De Hert te gast was kwam de vrouw van Guy Verhofstadt ook mee aan tafel zitten. Ze praatte met Robbe, Bart en Tom en toonde op zeker moment dat ze goed kon zingen. Haar schelle zangstem deed vele kijkers raar opkijken. Toen verscheen er onderaan het scherm de mededeling dat de vrouw een actrice was, maar dat Robbe dit niet wist. Zo ging het gesprek nog een hele tijd door tot ook Robbe tot algemene hilariteit van iedereen eindelijk op de hoogte werd gebracht. De reden dat deze grap zo goed werkte had ermee te maken dat Verhofstadts vrouw erg mediaschuw is en nog nooit eerder op televisie is geweest. Zodoende kon de actrice gemakkelijk voor haar doorgaan.
- In dezelfde aflevering lanceerden Bart en Tom een oproep voor Robbe De Hert, zodat die zich tot de camera kon richten en proberen via een toespraak een vrouw aan de haak te slaan. De camera zoomde op de regisseur in die niet goed wist wat er gebeurde. Uiteindelijk staarde hij recht in de lens en gaf tot hilariteit van iedereen een simpel knipoogje.
- Een andere keer zongen Bart en Tom in een winkelcentrum verontrustende parodieën op bekende Nederlandstalige liedjes rond onderwerpen als euthanasie, marihuana, homoseksualiteit, vrouwenmishandeling en syfilis. Sommige liedjes waren directe parodieën, onder meer Rita Deneves De Allereerste Keer, Isabelle A's Hé Lekker Beest en de bekendste: Pappie loop toch niet zo snel door Herman van Keeken: Pappie sla me niet zo hard/Pappie sla me niet zo hard/Klop wat zachter toe, want ik zie al wat "flou"/Pappie sla toch niet zo hard..
- In de laatste aflevering ging Lenaerts ook langs bij de man van Melle om met hem over vrouwen te praten.

## Ontvangst
Omdat het de eerste maal sinds het kijkcijferkanon Schalkse Ruiters was dat Bart en Tom nog eens op zondagavond samen een praatprogramma presenteerden, trok het programma veel kijkers. Desondanks was Mannen op de Rand qua concept zeker geen vervolg op de reeks en dit stelde sommige kijkers teleur, ook al was het zeker zo amusant en onvoorspelbaar als zijn voorganger.
Het programma kreeg geregeld de kritiek seksistisch te zijn. Het zou eerder de stereotypen over vrouwen (en mannen) bevestigen dan ontkrachten. Ook werd De Pauw en Lenaerts verweten dat zij vaak, als twee mannen, allerlei grappen over vrouwen maakten, terwijl de vrouwelijke gast op haar eentje niet in staat was hier humoristisch weerwoord rond te geven. Behalve dit gebrek aan evenwicht was ook de keuze van de mannelijke gasten omstreden. Nogal wat van deze bekende Vlamingen stonden bekend als macho, met vaak erg stereotiepe meningen over mannen en vrouwen.
Naarmate het programma vorderde weken Bart en Tom ook meer en meer af van het concept en werd alles absurder. Zo veranderden ze soms in nonnen (Doctor Love en Mr. Sensitive) die op locatie (bijvoorbeeld de Eroticabeurs) mannen advies over vrouwen gingen geven. Ook haalden ze steeds meer vrijblijvende verborgencameragrappen uit met mensen die nog maar weinig met de opzet van het programma leken te maken hebben. Sommige van deze grappen werden als vrij grof en ongepast gezien. Zo liet men een knappe actrice bij wildvreemde koppels op café een trouwring op tafel gooien en vervolgens de man verwijten maken. De camera keek dan hoe de man zich uit deze situatie zou redden en of de vrouw hier jaloers op zou reageren?
Het programma won in 2001 Humo's Prijs van de Kijker.